# Manfred Walter
Manfred Walter (Wurzen, 31 de Julho de 1937) é um ex-futebolista profissional alemão que atuava como meia, medalhista olímpico.

## Carreira
Manfred Walter fez parte do elenco da Alemanha Oriental, bronze em 1964.

## Ligações Externas
- Perfil na Sports Reference